# Luisa Sturm

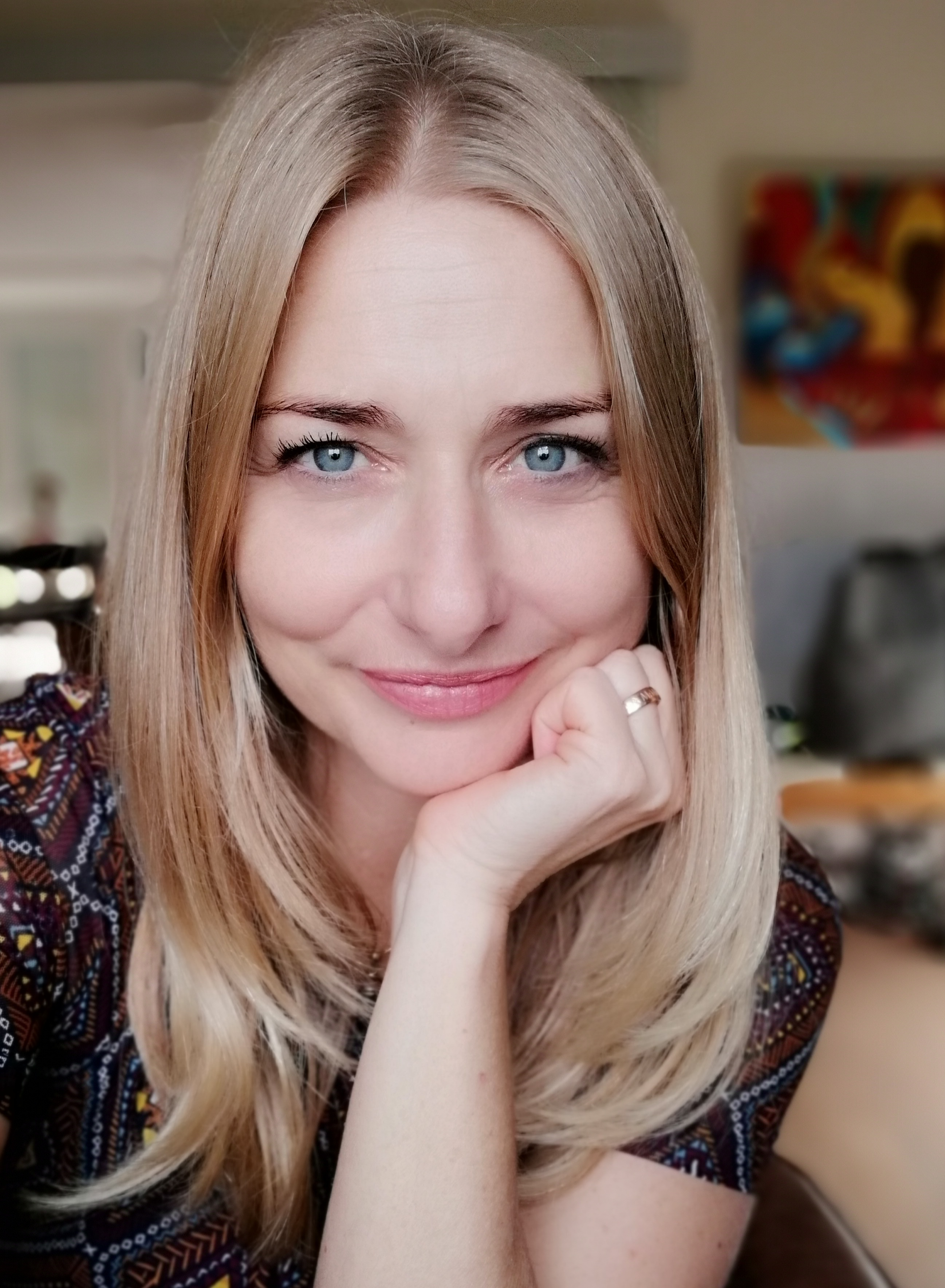
Luisa Sturm

Luisa Sturm (* 1974 in Bobingen) ist eine deutsche Autorin mit italienischen Wurzeln. Sie verfasst Romane über Liebe, Schicksal und Leben.

## Leben
Während ihres Studiums absolvierte Sturm ein Praktikum beim Bayerischen Rundfunk sowie zwei Auslandssemester an der Universität Florenz. Nach ihrem Examen machte Sturm eine Ausbildung zur Journalistin bei TV München und arbeitete als Redakteurin und Reporterin. Sie arbeitet 2021 als Studienrätin für die Fächer Geschichte und Englisch. Sie lebt mit ihrem Mann und ihren Kindern in Bayern.
Ihr Debütroman Ein ganzes Ja erreichte Platz 9 der Bestsellerliste von Amazon. Ebenso die Romane Mondscheinmund (2015) und Wolkenkuss (1916).
2022 erschien ihr neuester Roman, Riss in der Schüssel – nach einer wahren Begebenheit.

## Werke
- Ein ganzes Ja, Dezemberkindverlag, 2014, ISBN 978-1499537871.
- Mondscheinmund, Dezemberkindverlag, 2015, ISBN 978-1512254068.
- Wolkenkuss, Dezemberkindverlag, 2016, ISBN 978-1536861457.Luis
- Riss in der Schüssel, Dezemberkindverlag, 2022, ISBN 979-8809055475.